# 白凯南
白凯南（1981年8月22日—），中国相声演员，师承冯巩，毕业于中国歌舞团舞蹈艺术学校。曾与贾玲搭档登上央视春晚舞台。

## 争议
2020年3月1日，“笑果工厂”发微博称当日晚上播出的《欢乐喜剧人》中白凯南的节目抄袭了2019年张博洋在《脱口秀大会》上表演的原创节目，并表示遗憾。